# War Nurse
Pour l’article homonyme, voir War Nurse (film).
War Nurse est un personnage de comics apparu dans le treizième numéro de Speed Comics daté de mai 1941 et publié par Brookwood Comics.

## Historique de publication
La première histoire de War Nurse est publiée en mai 1941 dans le treizième numéro de l'anthologie Speed Comics publié par Speed Comics Publishing. Les États-Unis ne sont alors pas encore entrés en guerre mais cela n'empêche pas l'apparition de super-héros, comme Captain America en décembre 1940, ou d'aventuriers qui combattent les nazis. Pat Parker est un de ces personnages. Elle est alors une infirmière anglaise héroïque. Le nom du scénariste et créateur du personnage est inconnu car à l'époque les auteurs de comics signaient rarement leurs œuvres. En revanche, même si son nom ne figure pas dans le comics, il est quasiment certain que Jill Elgin est la dessinatrice de ce récit. À partir du quatorzième numéro Speed Comics est publié par Alfred Harvey et dans le numéro 15 Pat Parker décide, à la fin de l'aventure de prendre une identité secrète ; ce qu'elle fait dans le numéro 16. Elle devient donc War Nurse, une aventurière masquée,,.

## Girl Commando
Les aventures de Pat Parker sont racontées régulièrement dans Speed Comics jusqu'au numéro 26 d'avril 1943. Dans l'histoire publiée dans ce comics elle forme un groupe de guerrière pour l'aider dans son combat contre les nazis et les japonais. Ce groupe est baptisé girl commando et regroupe quatre femmes en plus de Pat Parker : Ellen Billings (Britannique), Tanya (Russe), Penelope Kirk (Américaine) et Mei Ling (Chinoise). Cette dernière est plus tard parfois remplacée par Yvonne Aimable (Française). La fin de la guerre ne marque pas la fin du groupe qui persiste jusqu'en mars 1946 dans le numéro 42 de Speed Comics,,.